# Holló Márton
Holló Márton, született Holländer Mór (Tiszalök, 1872. január 6. – Budapest, 1943. április 10.) író, újságíró, műfordító.

## Élete
Holländer Ignác tanító és Korach Viktória fia. Bölcsészeti, majd jogi tanulmányait a Budapesti Tudományegyetemen végezte. Újságírói pályáját az 1890-es évek elején a Pesti Naplónál kezdte. 1896-tól a Budapesti Napló, majd alapításától, 1904-től a Nap munkatársa, a hírrovat vezetője volt. Az 1910-es években az Athenaeum munkatársa, szerkesztője és lektora volt. Írásai megjelentek A Hétben, az Új Időkben és a Politikai Hetiszemlében is. Számos külföldi regényt fordított magyarra.

## Magánélete
Felesége Bródy Éva Vilma (1874–1946) volt, Bródy Zsigmond építési vállalkozó és Friedmann Hani lánya, akivel 1897. december 5-én Vámosújfalun kötött házasságot. Sógora Bródy László költő, író volt.
Gyermekei
- dr. Holló Ferenc (1898–1972).[7] Első felesége Harmat Piroska, második Fauszt Irén volt.
- Holló Pál (1900–1943).[8] Felesége Grünfeld Ilona volt.
- Holló Magda (1901–1948)
- Holló Klára (1902–1987).[9] Férje Hollós Lajos volt.

## Művei
- Talált történetek (elbeszélés, Budapest, 1901)
- Zsiga házasodik (Eredeti magyar novellák és elbeszélések. III. kötet. Budapest, 1908)

### Fordításai
- Antoine-Léonard Thomas: A nevelés a családban. A szülők vétkei. Ford. A címlap és a kötés rajza Zádor István munkája. (Világkönyvtár. 19. Budapest, 1913)
- Eugen Zabel: Egy császárnő regénye. Történeti regény II. Katalin cárnőről. Ford. (Híres emberek. Budapest, 1913)
- Hermann Joachim Bang: Őfensége. Kisregény. Fordítás. (Magyar Könyvtár. 717–718. Budapest, 1913; Északi írók. 2. kiadás. 1923)
- Elisabeth Heyking: Csun. Regény. Ford. Aranyozott gerincű kiadói díszkötésben is. (Athenaeum Könyvtár. 37. Budapest, 1915)
- Nicolaus Dohna-Schlodien: A „Möwe” kalandjai. Háborús napló. Ford. 8 táblával, fekete–fehér fotókkal. (1–2. kiadás. Budapest, 1916)
- Nicolaus Dohna-Schlodien: A diadalmas „Möwe” második útja. Háborús napló. Ford. Aranyozott feliratú, kiadói vászonkötésben. (Hősök és hőstettek. 9. Budapest, 1917)
- Gunther Plüschow: A csingtaui repülő kalandjai. Élményeim három világrészben. Visszaemlékezések. Ford. (Budapest, 1917)
- Robert Heymann: Rasputin. Életrajzi regény. Ford. (1–2. kiadás. Budapest, 1918)
- Henri Barbusse: Világosság. Regény. Ford. Benedek Marcellal. (A kultúra regénytára. 53. Budapest, 1920)